# 苏河镇
苏河镇，是中华人民共和国河南省信阳市新县下辖的一个乡镇级行政单位。

## 行政区划
苏河镇下辖以下地区：
张堂村、苏河村、廖洼村、朱店村、文昌村、李庄村、新光村、双镇村、黄围孜村、夏店村、红柳村、赵坳村、郭大洼村、墨河村和庙墩村。